# Bedali (Ngancar)
Bedali is een bestuurslaag in het regentschap Kediri van de provincie Oost-Java, Indonesië. Bedali telt 7837 inwoners (volkstelling 2010).